# Sinforiano Madroñero
Sinforiano Madroñero Madroñero (Sancti-Spíritus, Badajoz, 1902-Badajoz, 1936) fue un político socialista español. Fue el primer alcalde del PSOE de la ciudad de Badajoz, cargo que desempeñó durante dos mandatos incompletos. Fue asesinado por los militares sublevados poco después del inicio de la Guerra Civil.
Da nombre a la principal avenida de Badajoz.

## Biografía
Sinforiano Madroñero era dueño de un negocio de ultramarinos en la calle Doblados de Badajoz. Ocupó la alcaldía de la ciudad en dos ocasiones, la primera vez entre 1933 y 1934 y la segunda desde febrero de 1936 hasta la toma de la ciudad por las tropas franquistas el 14 de agosto de dicho año. Tras la toma de la ciudad, huyó de la represión a Portugal, siendo detenido en Campomayor por las autoridades portuguesas, las cuales colaboraban con el bando sublevado, y devuelto a España. Fue fusilado en Badajoz, sin juicio previo, el 20 de agosto de 1936, junto al diputado socialista Nicolás de Pablo, frente a un frontón donde actualmente se ubica el IES Zurbarán. El fusilamiento fue llevado a cabo por un pelotón de Falange Española dirigido por el destacado alférez pacense Felipe Moreno Damián.
En septiembre de 1936, un mes después de su ejecución, se celebró un juicio contra Madroñero y otros catorce concejales fusilados, que fueron declarados culpables de destinar fondos del ayuntamiento a ayudar a las milicias republicanas. Los bienes de todos ellos fueron embargados.
Tras la restauración democrática en España, una de las principales avenidas de Badajoz fue dedicada a su memoria. En 2007, el alcalde Miguel Celdrán, del Partido Popular propuso la retirada de su nombre de esta avenida para dedicársela al expresidente de la Junta de Extremadura, Juan Carlos Rodríguez Ibarra, quien rechazó la propuesta y la calificó de "bochornosa".